# Liolaemus zapallarensis
El lagarto de Zapallar (Liolaemus zapallarensis) es una especie de lagarto de la familia Iguanidae. Es endémica de Chile.

## Descripción
El lagarto de Zapallar es una especie de contextura física robusta, con extremidades macizas. Su cuello presenta un pliegue longitudinal postauditivo, y posee escamas dorsales grandes, que hacia los flancos se hacen más pequeñas. Las escamas ventrales son menores que las dorsales, más redondeadas y lisas. Su coloración en general es negra, con manchas amarillo verdosas en los costados y en la región vertebral. El vientre es de color blanco verdoso, la región cloacal es rojiza y su cola y extremidades son de color amarillo sulfúreo.Tanto los ejemplares adultos como los juveniles poseen una característica mancha antehumeral, negra y alargada.

## Hábitat y dieta
Se distribuye en zonas costeras del centro-norte de Chile, entre la Región de Atacama y Quintay en la Región de Valparaíso, desde el nivel del mar hasta los 1000 m s.n.m., con poblaciones más abundantes en Talinay, la desembocadura del río Limarí y el parque nacional Bosque Fray Jorge.
Suele habitar matorrales costeros con rocas, y es omnívoro, alimentándose de brotes verdes, flores y arañas.